# Casemaker

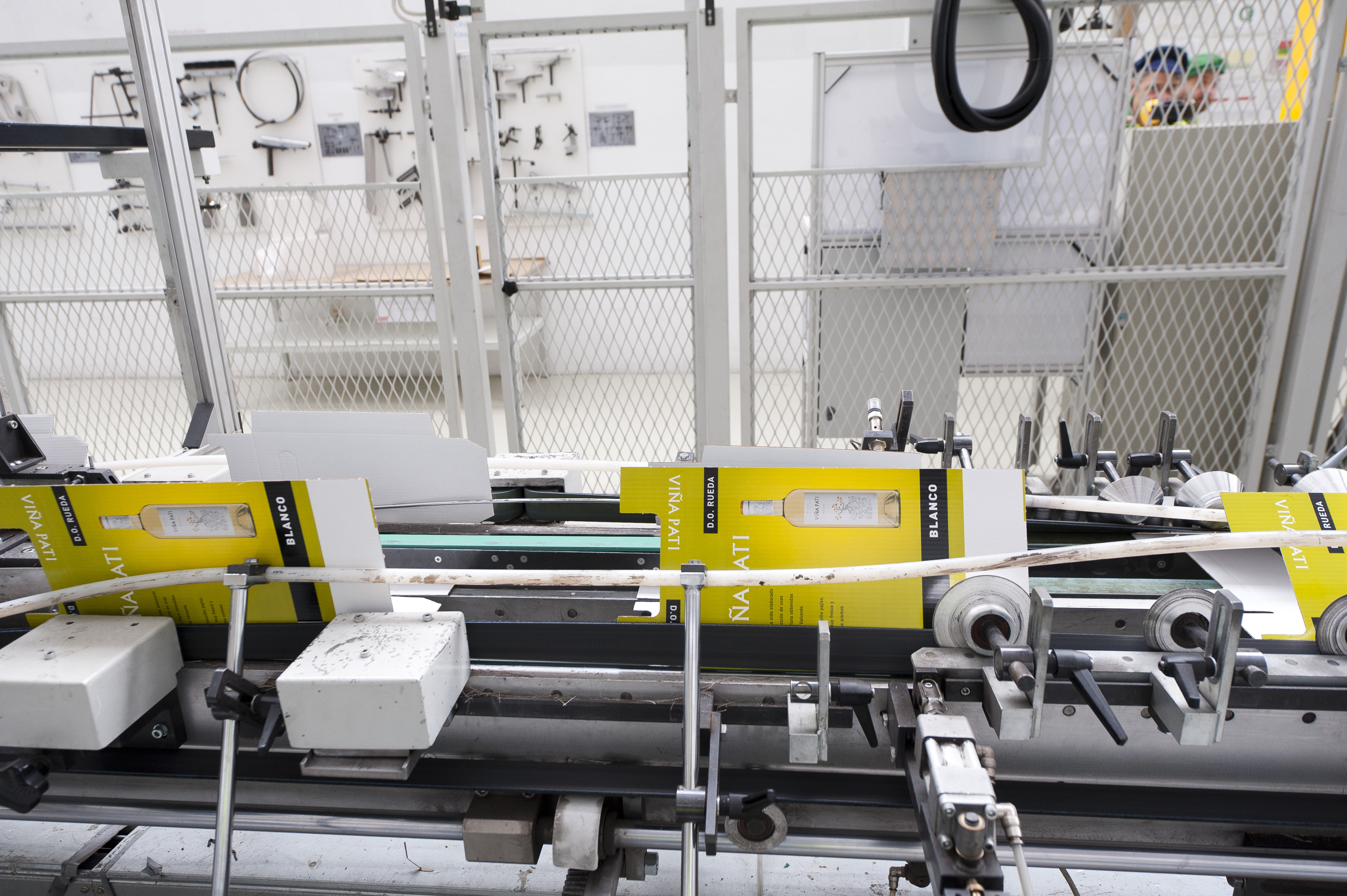
Proceso de plegado de cajas de solapas en una casemaker

Se llama casemaker a la máquina que fabrica cajas de solapas. Al ser la caja de solapas el embalaje con mayor difusión en la industria del cartón ondulado, la casemaker está presente en la mayor parte de las plantas productivas.
Después de la impresión de la plancha y con los hendidos realizados en onduladora, la casemaker es la máquina que realmente va a conferir a la caja su estructura definitiva. La plancha es arrastrada a lo largo de la máquina que realiza sobre ella las siguientes operaciones: 
- ranurado tanto de solapas como de la pestaña de unión por medio de la slitter.
- hendido de las aristas por donde plegará la caja.
- encolado de la pestaña de unión mediante la aplicación de cola caliente o hot-line.
- plegado de la plancha.
- pegado de la caja.

A la casemaker se añade habitualmente un troquel rotativo para realizar trabajos sencillos sobre la caja: ventanas, precortados, etc. Algunas máquinas complementarias que se pueden integrar con la misma son:
- introductor automático
- apilador automático

- Datos: Q5756050